# Pla de normalització social de l'asturià
El Pla per a la normalització social de l'asturià 2005-2007 és un conjunt de mesures aprovades el 24 de febrer de 2005 pel govern del Principat d'Astúries per a potenciar l'ús i promoció de l'asturià i el gallec-asturià.
El pla perseguirà els següents objectius: 
- Fomentar l'ús institucional i públic per les administracions.
- Cooperar amb els ajuntaments asturians.
- Promoure l'ús en els mitjans de comunicació de l'asturià i la fala de l'occident d'Astúries.[3]
- Garantir l'ensenyament de l'asturià en tots els nivells educatius.
- Fixar la toponímia tradicional, oficialitzar-la i generalitzar-ne l'ús.
- Desenvolupar la informació en la llengua asturiana.
- Fomentar l'ús de la llengua socialment.
- Impulsar l'ús de l'asturià.
- Fomentar l'edició de productes culturals en la llengua asturiana.

L'agost de 2015 la secció asturiana de Podem va plantejar una proposició no de llei al Govern d'Astúries per l'elaboració amb caràcter urgent d'un segon pla de normalització social de l'asturià.